# نري بوستان (نرغسان)
نري بوستان (بالفارسية: نری بوستان) هي منطقة سكنية تقع في إيران في قسم نرغسان الریفي.